# Картофобелачка
Картофобелачката е ръчно пособие с метално острие, закрепено към метална, пластмасова или дървена дръжка. Използва се за белене на плодове и зеленчуци — обикновено картофи или краставици. За белене на по-големи количества картофи се използват електрически картофобелачки, в които се поставят около 20-30 картофа в грапав цилиндричен въртящ се затворен съд.